# Popis ratova
Ovo je kronološki popis ratova, trenutno nepotpun, i može se nadopuniti.

## Stari vijek
- 1194. pr. Kr. – 1184. pr. Kr. Trojanski rat
- 740. pr. Kr. – 640. pr. Kr. Mesenski ratovi
- 499. pr. Kr. – 493. pr. Kr. Jonski ustanak
- 492. pr. Kr. – 449. pr. Kr. Grčko-perzijski ratovi
- 431. pr. Kr. – 404. pr. Kr. Peloponeski rat
- 395. pr. Kr. – 387. pr. Kr. Korintski rat
- 343. pr. Kr. – 341. pr. Kr. Prvi samnitski rat
- 326. pr. Kr. – 304. pr. Kr. Drugi samnitski rat
- 323. pr. Kr. – 322. pr. Kr. Lamijski rat
- 323. pr. Kr. – 281. pr. Kr. Dijadosi
- 298. pr. Kr. – 290. pr. Kr. Treći samnitski rat
- 274. pr. Kr. – 271. pr. Kr. Prvi sirijski rat
- 264. pr. Kr. – 241. pr. Kr. Prvi punski rat
- 260. pr. Kr. – 253. pr. Kr. Drugi sirijski rat
- 245. pr. Kr. – 241. pr. Kr. Treći sirijski rat
- 229. pr. Kr. – 228. pr. Kr. Prvi rimsko-ilirski rat
- 219. pr. Kr. – 217. pr. Kr. Četvrti sirijski rat
- 218. pr. Kr. – 202. pr. Kr. Drugi punski rat
- 215. pr. Kr. – 205. pr. Kr. Prvi rimsko-makedonski rat
- 202. pr. Kr. – 200. pr. Kr. Peti sirijski rat
- 200. pr. Kr. – 196. pr. Kr. Drugi rimsko-makedonski rat
- 171. pr. Kr. – 168. pr. Kr. Treći rimsko-makedonski rat
- 149. pr. Kr. – 148. pr. Kr. Četvrti rimsko-makedonski rat
- 149. pr. Kr. -146. pr. Kr. Treći punski rat
- 136. pr. Kr. -132. pr. Kr. Prvi robovski rat
- 104. pr. Kr. – 100. pr. Kr. Drugi robovski rat
- 73. pr. Kr. – 71. pr. Kr. Treći robovski rat
- 58. pr. Kr. – 51. pr. Kr. Galski rat
- 6. – 9. Batonov ustanak
- 755. – 763. An Shi pobuna

## Srednji vijek
- 754. 1.  franačko-langobardski rat
- 756. 2.  franačko-langobardski rat
- 773. 3.  franačko-langobardski rat
- 791. – 796. Franačko-avarski ratovi
- 854. 1. hrvatsko-bugarski rat
- 926. 2. hrvatsko-bugarski rat
- 997. – 1000. 3. hrvatsko-bugarski rat
- 1096. – 1291. Križarski ratovi
- 1096. – 1099. Prvi križarski rat
- 1147. – 1149. Drugi križarski rat
- 1180. – 1185. Gempei rat
- 1189. – 1192. Treći križarski rat
- 1202. – 1204. Četvrti križarski rat
- 1209. – 1229. Albigenški rat
- 1212. – Dječji križarski rat
- 1217. – 1221. Peti križarski rat
- 1228. – 1229. Šesti križarski rat
- 1248. – 1254. Sedmi križarski rat
- 1270. –            Osmi križarski rat
- 1274. – 1281. Mongolska invazija na Japan
- 1337. – 1453. Stogodišnji rat
- 1403. – 1405. Bosansko-dubrovački rat 1403. – 1404.
- 1419. – 1436. Husitski ratovi
- 1423. – 1430. 1. mletačko-osmanski rat
- 1454. – 1466. Trinaestogodišnji rat
- 1455. – 1485. Ratovi dviju ruža
- 1463. – 1479. 2. mletačko-osmanski rat
- 1467. – 1477. Onin rat

## Novi vijek
- 1493. – 1593. Stogodišnji hrvatsko-turski rat
- 1494. – 1495. Talijanski rat 1494. – 1495.
- 1497. Jan Olbrachtov Moldovski pohod
- 1498. Osmanska odmazda za Jan Olbrachtov moldavski pohod
- 1499. – 1503. 3. mletačko-osmanski rat

### Barut, mušketa, top
- 1537. – 1540. 4. mletačko-osmanski rat
- 1563. – 1570. Sjeverni sedmogodišnji rat
- 1568. – 1570. Rusko-turski rat 1568. – 1570.
- kraj 16. st. – poč. 17. st. Moldovski velmoški ratovi
- 1570. – 1573. 5. mletačko-osmanski rat
- 1571. – 1572. Rusko-krimski rat
- 1592. – 1598. Japanski vojni pohod na Koreju
- 1593. – 1606. Dugi rat (Trinaestogodišnji rat)
- 1601. – 1701. Francuski i irokeški ratovi
- 1615. – 1617. Uskočki rat
- 1618. – 1648. Tridesetogodišnji rat
- 1620. – 1621. 1. poljsko-osmanski rat
- 1633. – 1634. 2. poljsko-osmanski rat
- 1642. – 1651. Engleski građanski rat
- 1645. – 1669. Kandijski rat (6. mletačko-osmanski rat)
- 1652. – 1654. Prvi englesko-nizozemski rat
- 1662. – 1699. Veliki turski rat (Rat Svete lige, Veliki bečki rat)
- 1665. – 1667. Drugi englesko-nizozemski rat
- 1666. – 1671. Poljsko-osmanski rat 1666. – 1671. (dio Velikog turskog rata)
- 1667. – 1668. Devolucionarni rat
- 1672. – 1674. Treći englesko-nizozemski rat
- 1672. – 1676. 3. poljsko-osmanski rat
- 1672. – 1678. Francusko-nizozemski rat
- 1676. – 1681. Rusko-turski rat 1676. – 1681.
- 1683. – 1699. 4. poljsko-osmanski rat
- 1684. – 1699. Morejski rat (7. tursko-mletački rat, dio Velikog turskog rata)
- 1686. – 1700. Rusko-turski rat 1686. – 1700.
- 1688. – 1697. Devetogodišnji rat
- 1697. – 1702. Litvanski građanski rat (1697. – 1702.)
- 1700. – 1721. Veliki sjeverni rat
- 1701. – 1714. Rat za španjolsku baštinu
- 1702. – 1713. Rat kraljice Anne
- 1710. – 1711. Rusko-turski rat 1710. – 1711.
- 1714. – 1718. 7. mletačko-osmanski rat
- 1718. – 1720. Rat četverostruke alijanse
- 1735. – 1739. Rusko-turski rat 1735. – 1739.
- 1740. – 1748. Rat za austrijsku baštinu
1739. – 1748. Rat za asiento
1740. – 1742. Prvi šleski rat
1744. – 1745. Drugi šleski rat
1744. – 1748. Rat kralja Jurja
1746. – 1748. Prvi karnatski rat
- 1756. – 1763. Sedmogodišnji rat, zvan i Treći šleski rat
- 1768. – 1774. Rusko-turski rat 1768. – 1774.
- 1775. – 1783. Američki rat za neovisnost
- 1778. – 1779. Rat za bavarsku baštinu
- 1780. – 1784. Četvrti englesko-nizozemski rat
- 1787. – 1792. Rusko-turski rat 1787. – 1792.
- 1788. – 1792. Habsburško-turski rat 1788. – 1791.
- 1792. – 1802. Francuski revolucionarni ratovi
1792. – 1797. Prvi koalicijski rat
1792. – 1802. Drugi koalicijski rat
- 1798. – 1801. Američko-francuski pomorski rat

### Puška
- 1802. – 1815. Napoleonski ratovi
Englesko-španjolski rat 1796. – 1808.
Engleski ratovi (Skandinavija) 1801., 1807. – 1814.
Drugi englesko-maratski rat 1803. – 1805.
1803. – 1806. Treći koalicijski rat
1806. – 1807. Četvrti koalicijski rat
1809. Peti koalicijski rat
Francusko-švedski rat 1805. – 1810.
Dansko-švedski rat 1808. – 1809.
Rat topovnjača (1807. – 1814.)
Englesko-turski rat 1807. – 1809.
Rusko-perzijski rat 1804. – 1813.
Rusko – švedski rat 1808. – 1809.
Englesko-ruski rat 1807. – 1812.
Englesko-švedski rat 1810. – 1812.
1812. Napoleonova invazija na Rusiju
1812. – 1814. Šesti koalicijski rat
1813. – 1814.Njemački oslobodilački ratovi
Švedsko-norveški rat 1814.
1815. Sedmi koalicijski rat
1815. Austrijsko-napuljski rat
- 1806. – 1812. Rusko-turski rat 1806. – 1812.
- 1808. – 1814. Španjolski rat za neovisnost
- 1812. – 1814. Američko-britanski rat
- 1821. – 1829. Grčki rat za neovisnost
- 1825. – 1829. Argentinsko-brazilski rat
- 1828. – 1829. Rusko-turski rat 1828. – 1829.
- 1846. – 1848. Američko-meksički rat
- 1853. – 1856. Krimski rat
- 1859. Drugi rat za nezavisnost Italije
- 1861. – 1865. Američki građanski rat
- 1864. – 1870. Paragvajski rat
- 1866. Austrijsko-pruski rat
- 1870. – 1871. Francusko-pruski rat
- 1877. – 1878. Rusko-turski rat 1877. – 1878.
- 1879. – 1883. Pacifički rat
- 1880. – 1881. Prvi burski rat
- 1884. Bugarsko-srpski rat
- 1896. – 1897. Tursko-grčki rat
- 1896. Englesko-zanzibarski rat
- 1898. Američko-španjolski rat
- 1899. – 1902. Drugi burski rat
- 1904. – 1905. Rusko-japanski rat
- 1911. – 1912. Talijansko-turski rat
- 1912. – 1913. Balkanski ratovi
1912. – 1913. Prvi balkanski rat
1913. Drugi balkanski rat

## Suvremeno doba
- 1914. – 1918. Prvi svjetski rat
- 1917. – 1918. Sovjetsko-turski rat
- 1918. – 1922. Ruski građanski rat
- Građanski rat u Ukrajini 1918.
- 1919. – 1922. Grčko-turski rat
- 1920. Valonski rat
- 1932. – 1935. Rat za Chaco
- 1936. – 1939. Španjolski građanski rat
- 1938. – 1945. Drugi svjetski rat
- 1939. Zimski rat
- 1941. – 1945. Drugi svjetski rat u Jugoslaviji
- 1944. – 1949. Grčki građanski rat
- 1945. – 1991. hladni rat
- 1946. – 1954. Francusko-indokineski rat
- 1947. – Paragvajski građanski rat
- 1948. – Arapsko-izraelski rat 1948.
- 1948. – Kostarikanski građanski rat
- 1950. – 1953. Korejski rat
- 1950. – 1951. Kineska invazija na Tibet
- 1954. – 1962. Alžirski rat za nezavisnost
- 1959. –             Tibetski ustanak
- 1967. –            Šestodnevni rat
- 1955. – 1975. Vijetnamski rat
- 1973. –              Yom kippurski rat
- 1975. – 2002. Angolski građanski rat
- 1979. – 1989. Rat u Afganistanu
- 1980. – 1988. Iračko-iranski rat ili „Prvi zaljevski rat“
- 1981. –             Incident u Zaljevu Sidre 1981.
- 1982. –             Falklandski rat
- 1982. –            Libanonski rat ili „Prvi libanonski rat“
- 1982. – 2000. Južnolibanonski sukob 1982. – 2000.
- 1986. –             Američki zračni udar na Libiju 1986.
- 1990. – 1991. Zaljevski rat ili „Drugi zaljevski rat“
- 1991. –             Rat u Sloveniji ili „Desetodnevni rat“
- 1991. – 1995. Hrvatski rat za nezavisnost ili „Domovinski rat“
- 1992. – 1995. Rat u BiH
- 1994. – 1996. Prvi čečenski rat
- 1996. – 1999. Kosovski rat
- 1999. –            Drugi čečenski rat
- 2001. – danas Rat protiv terorizma
- 2001. – 2014. Rat u Afganistanu
- 2002. – 2003. Građanski rat u Obali Bjelokosti
- 2003. – 2010. Irački rat ili „Treći zaljevski rat“
- 2004. – danas      Rat u sjeverozapadnom Pakistanu
- 2005. – danas      Građanski rat u Čadu
- 2006. Libanonski rat 2006.
- 2006. Meksičko-narkodilerski rat
- 2006. Izraelsko-libanonski rat 2006. ili „Libanonski rat 2006.“, „Srpanjski rat“, „Drugi libanonski rat“
- 2008. Rat u Južnoj Osetiji 2008. ili „Rusko-gruzijski rat“
- 2008. – 2009. Rat u Gazi 2008. – 2009.
- 2011. Rat u Libiji
- 2011. – danas Rat u Siriji
- 2014. Rusko-ukrajinski rat:
Ukrajinska kriza 2014.
Krimska kriza
Rat u istočnoj Ukrajini
- 2022. – danas Invazija Rusije na Ukrajinu
- 2023. – danas Sudanski građanski rat (2023. - )
- 2023. – danas Rat Izraela i Hamasa (2023. - )
- 2023. – danas Sukob Izraela i Hezbollaha (2023. – danas)
- 2025. – danas Sukob Indije i Pakistana
- 2025. – danas Sukob Izraela i Irana